# Euxoa berliozi
Euxoa berliozi är en fjärilsart som beskrevs av François Louis Nompar de Caumont de Laporte 1974. Euxoa berliozi ingår i släktet Euxoa och familjen nattflyn. Inga underarter finns listade i Catalogue of Life.